# Nathalie Björn
Gun Nathalie Björn, född den 4 maj 1997 i Uppsala, är en svensk fotbollsspelare (försvarare) som sedan januari 2024 spelar för Chelsea. Hon landslagsdebuterade 2016 och var med och tog VM-brons 2019, 2023 och OS-silver 2021.

## Klubbkarriär
Björns moderklubb är Vaksala SK och hon har även representerat Sirius. Hon spelade åtta matcher för Sirius i Elitettan under 2013. Därefter har hon spelat två säsonger för AIK i Damallsvenskan. I december 2015 värvades Björn av Eskilstuna United, där hon skrev på ett tvåårskontrakt.
Inför säsongen 2018 skrev Björn ett tvåårskontrakt med FC Rosengård. I november 2019 förlängde hon sitt kontrakt med två år. I juli 2021 värvades Björn av engelska Everton.
I början av januari 2024 köptes Björn av Chelsea för ca 1,6 miljoner kronor med ett kontrakt på 3,5 år. Hon debuterade för Chelsea den 14 januari 2024.

## Landslagskarriär
Björn var med i Sveriges trupp i U19-EM 2015. Hon gjorde ett mål i den första gruppspelsmatchen mot Israel. Sverige vann EM-guld och Björn var lagkapten i turneringen.
I maj 2019 blev Björn uttagen i Sveriges trupp till fotbolls-VM 2019. Laget slutade på en tredjeplats efter vinst mot England i bronsmatchen. Björn spelade fyra matcher.
Under OS 2021 (2020) spelade Björn alla sex matcher med landslaget som till sist slutade på andraplats. Finalen spelades mot Kanada och behövde avslutas på straffar där Björn satte sin.